# Bolax gaudichaudi
Bolax gaudichaudi är en skalbaggsart som beskrevs av Blanchard 1851. Bolax gaudichaudi ingår i släktet Bolax och familjen Rutelidae. Inga underarter finns listade.